# Коржинкопа
Коржинкопа (каз. Қоржынқопа) — озеро в Камыстинском районе Костанайской области Казахстана. Находится в 15 км к юго-востоку от села Ливановка.
По данным топографической съёмки 1944 года, площадь поверхности озера составляет 1,82 км². Наибольшая длина озера — 1,8 км, наибольшая ширина — 1,2 км. Длина береговой линии составляет 4,8 км, развитие береговой линии — 1. Озеро расположено на высоте 234,8 м над уровнем моря.